# Michał Kokot
Michał Kokot (ur. 23 sierpnia 1944 w Łobżenicy, zm. 8 marca 2014 w Osieku nad Wisłą) – malarz, muzyk, poeta, polski artysta fotograf. Członek Związku Polskich Artystów Fotografików. Fotoreporter Nowości i Gazety Pomorskiej. Członek studenckiej grupy fotograficznej Zero-61. Członek założyciel Studenckiej Grupy Twórczej Formy.

## Życiorys
Michał Kokot od 1963 roku mieszkał i pracował w Toruniu, w czasie późniejszym (1979) w Osieku nad Wisłą, związany z toruńskim środowiskiem fotograficznym. Był absolwentem Uniwersytetu Mikołaja Kopernika w Toruniu. W latach 1966–1967 był członkiem wielokierunkowej grupy artystycznej Krąg. W ramach członkostwa w Studenckim Twórczym Klubie Filmowym Pętla był twórcą etiud filmowych, z których jedna została wyróżniona na Ogólnopolskim Konkursie Filmów Amatorskich w Bielsku-Białej, w 1967 roku. Od roku 1967 do 1969 należał do grupy fotograficznej Zero-61. W 1968 roku był współzałożycielem Studenckiej Grupy Twórczej Formy. W latach 1969–1976 był fotoreporterem toruńskiej gazety Nowości oraz Gazety Pomorskiej. 
Michał Kokot jest autorem i współautorem wielu wystaw fotograficznych; indywidualnych, zbiorowych, poplenerowych, pokonkursowych. Szczególne miejsce w twórczości Michała Kokota zajmowała fotografia przetworzona (m.in. wzmacnianie, osłabianie negatywów, deformacja obrazu fotograficznego poprzez podgrzewanie negatywu, wielokrotna ekspozycja, fotomontaż, kolaż) oraz fotograficzny reportaż poetycki wykonywany w zdecydowanej większości w technice czarno-białej. 
W 1975 roku został przyjęty w poczet członków rzeczywistych Okręgu Kujawsko-Pomorskiego Związku Polskich Artystów Fotografików. Od 1979 roku prowadził Osieckie Stowarzyszenie Kultury Ludowej. W 1981 roku otworzył w Osieku własny zakład fotograficzny. W 1986 roku otworzył w swoim domu Wiejską Galerię Fotografii i Malarstwa Okiennica. Od 1999 roku do 2010 był członkiem Kapeli Ludowej Rodziny Kamińskich, w 2007 roku współorganizował Przegląd Kapel Weselnych w Osieku. W 2008 roku został powołany na koordynatora ds. kultury gminy Obrowo. 
Michał Kokot zmarł 8 marca 2014, pochowany 15 marca na cmentarzu w Osieku nad Wisłą. Jego prace znajdują się w zbiorach Muzeum Okręgowego w Toruniu oraz Muzeum Sztuki w Łodzi.

## Publikacje
- Osiecka studnia (zbiór poezji 1987)[4]
- Zero–61. Post scriptum – w 50-lecie powstania toruńskiej grupy fotograficznej (monografia artystyczna 2011)

Źródło